# Harper Woods
Harper Woods è una città della Contea di Wayne, nello Stato del Michigan. La popolazione nel 2010 era di 14 236 abitanti. Fa parte della regione metropolitana di Detroit.